# Veia gastromental esquerda
A veia gastromental esquerda é uma veia do abdômen.